# Boom especulatiu de Florida
El boom especulatiu de Florida fou el primer indicador de la follia en què havia entrat l'economia americana als anys 1925-26. A Florida, l'existència de terrenys que permetien fortes plusvàlues va disparar de manera espectacular les transaccions immobiliàries. La major part de les operacions es feien mitjançant crèdits bancaris. La caiguda de la bombolla provocà la Gran Depressió dels anys 30 del segle xx.

## Antecedents
Al fons es trobaven les ampliacions ben publicitades del ferrocarril de la costa est de Florida, primer fins a West Palm Beach (1894), després Miami (1896) i finalment Key West, 1912. Els Everglades estaven sent drenats, creant noves terres seques. Finalment, la Primera Guerra Mundial va acabar amb els rics de les seves estacions a la Riviera francesa, augmentant l'atractiu de parts dels Estats Units amb un clima mediterrani o tropical.
La prosperitat econòmica de la dècada de 1920, juntament amb la manca de coneixement sobre la freqüència de les tempestes i els pobres estàndards de construcció utilitzats pels desenvolupadors del boom van establir les condicions per a la primera bombolla immobiliària a Florida. Miami tenia una imatge de paradís tropical i els inversors estrangers dels Estats Units van començar a interessar-se per les propietats immobiliàries de Miami. A causa, en part, d'acrobàcies de publicitat i restriccions d'escriptura, els desenvolupadors van veure una gran afluència de turistes del nord i residents potencials. El desenvolupador Carl G. Fisher d'Indiana es va fer famós comprant una gran cartellera il·luminada a Times Square de Nova York que proclamava "És juny a Miami". La publicitat i les inversions de Fisher juntament amb les dels pioners Lummus i Collins es van correlacionar amb l'augment ràpid dels preus, i va començar el boom. Els inversors i els comerciants també van especular de manera salvatge amb les matèries primeres. Van demanar subministraments superiors al que realment es necessitaven i van enviar enviaments a destinacions generals. El resultat va ser que els vagons de mercaderies del ferrocarril es van quedar encallats, ofegant el moviment del trànsit ferroviari a tot l'estat.